# NGC 2789
NGC 2789 é uma galáxia espiral barrada (SB0-a) localizada na direcção da constelação de Cancer. Possui uma declinação de +29° 43' 49" e uma ascensão recta de 9 horas, 14 minutos e 59,7 segundos.
A galáxia NGC 2789 foi descoberta em 13 de Março de 1883 por Édouard Jean-Marie Stephan.